# Armada Music
Armada Music és una discogràfica independent neerlandesa que està especialitzada en el llançament de música electrònica de ball, principalment progressive trance i progressive house. Va ser fundada el juny de 2003 per Armin Van Buuren, Maykel Piron i David Lewis. "Armada" es va formar a partir de les dues primeres lletres de cada un dels noms dels membres fundadors.
El repte de combinar tota mena de música en una sola companyia ha portat molts productors importants a unir-se a ella com són:Chicane, Matt Darey, York, Roger Shah, Paul Oakenfold, Paul van Dyk, Emen DeeJay, Markus Schulz, M.I.K.E. & Max Graham, els quals són tots responsables de les activitats A&R dins el mateix segell, formant subsegells, mentre Van Buuren s'ocupa de les activitats d'A&R per 'Armind' del subsegell A State Of Trance. Armada Music compta amb més de 20 diferents subsegells que representen molts tipus de música diferents de la música electrònica de ball. El 8 juliol del 2010, es va anunciar que la discogràfica Vandit es convertiria en una aliança d'empreses amb Armada Music.

## Subsegells
| - A State Of Trance - Armind - Magic Island Records - Planet Love Records - Modena Records - Perfecto Records - Coldharbour Recordings - Aropa - Future Sound Of Egypt - Subculture - AVA Recordings - Coldharbour Red - Zouk Recordings | - Captivating Sounds - Different Pieces - Electronic Elements - CMD Records - Fame Recordings - Pilot6 Recordings - Re*Brand Records - S107 Recordings - Soundpiercing - State Recordings - Vandit - Mainstage Music | - Trice Recordings |

## Artistes involucrats
| - Armin van Buuren - BT - Markus Schulz - Paul van Dyk - ATB - Dash Berlin - Hardwell - Daleri - York - Roger Shah // Sunlounger - Matt Darey - Emen DeeJay - Chicane - Paul Oakenfold - Gabriel & Dresden - Aly & Fila - Way Out West - Signum - Ashley Wallbridge - John O'Callaghan - Josh Gabriel - Andy Moor - Max Graham - Nifra - tyDi - Justin Michael - Emma Hewitt - Mischa Daniels | - Shogun - Cerf, Mitiska & Jaren - Alex M.O.R.P.H. - Ørjan Nilsen - Arnej - Tenishia - Heatbeat - Sean Tyas - Sophie Sugar - W&W - The Blizzard - Omnia - Susana - Mark Otten - Myon & Shane 54 - Ernesto & Bastian - Protoculture - 16 Bit Lolitas - VillaNaranjos - Wezz Devall - Andrew Rayel - Alexander Popov - KhoMha |